# کروپکی
کروپکی (به لاتین: Krupki) یک منطقهٔ مسکونی در بلاروس است که در Krupki District واقع شده‌است. کروپکی ۲۷۶٫۵۱ کیلومتر مربع مساحت و ۷٬۹۰۰ نفر جمعیت دارد و ۱۷۴ متر بالاتر از سطح دریا واقع شده‌است.